# Stefanie Gropper
Stefanie Gropper (Geburtsname: Gropper, zwischenzeitlich bis 2007: Würth, * 1. Juni 1957 in Kempten (Allgäu)) ist eine deutsche Literaturwissenschaftlerin und Skandinavistin.
Stefanie Gropper studierte von 1976 bis 1983 an der Universität München Nordische Philologie, Neuere deutsche Literatur und Ältere deutsche Sprache und Literatur. 1980/81 absolvierte sie einen Auslandsaufenthalt an der Universität Islands. 1983 schloss sie ihr Studium mit dem Magister ab, 1987 promovierte sie im Fach Nordische Philologie. 1995 habilitierte sie sich an der Universität München in Nordischer Philologie und vertrat dort 1995/96 eine Professur. Zum Wintersemester 1996/97 wurde sie an die Universität Tübingen berufen, wo sie seither die Professur für Skandinavistik innehat. Von Oktober 2006 bis September 2013 war sie Prorektorin der Universität Tübingen.
Im Jahre 2018 wurde ihr der isländische Falkenorden (Ritterkreuz) verliehen.

## Werke (Auswahl)
- Elemente des Erzählens. Die þættir der Flateyjarbók (= Beiträge zur nordischen Philologie, Bd. 20). Helbing & Lichtenhahn, Basel u. a. 1991, ISBN 3-7190-1169-0 (Dissertation Universität München 1987).
- Der „Antikenroman“ in der isländischen Literatur des Mittelalters. Eine Untersuchung zur Übersetzung und Rezeption lateinischer Literatur im Norden (= Beiträge zur nordischen Philologie, Bd. 26). Helbing & Lichtenhahn, Basel u. a. 1995, ISBN 3-7190-1564-5 (Habilitationsschrift Universität München 1995).
- (als Herausgeberin und Übersetzerin): Die Saga von den Trojanern (u. a.) (=Isländische Antikensagas, Bd. 1). Diederichs, München 1996, ISBN 3-424-01261-0.
- Zahlreiche Aufsätze in Zeitschriften und Sammelbänden.